# تابع Càdlàg
در ریاضیات یک تابع càdlàg یا corlol تابعی است که روی اعداد حقیقی یا زیرمجموعه‌ای از آن تعریف می‌شود به صورتی که همه جا از راست پیوسته‌است و از چپ دارای حد (ریاضی) است. توابع càdlàg در مطالعهٔ فرایندهای تصادفی اهمیت دارند به گونه‌ای که برخلاف حرکت براونی که مسیر نمونه‌هایی پیوسته دارد، نا پیوستگی را در مسیرهای نمونه‌ای قابل قبول می‌داند. مجموعه توابع càdlàg روی یک دامنه به عنوان فضای Skorokhod شناخته می‌شود.
دو اصطلاح مرتبط عبارتند ازcàglàd برای بیان càdlàg چپ-راست بازگشتی و càllàl برای تابعی که روی هر نقطه‌ای از دامنه به هر دو صورتcàdlàg یا càglàd قابل معاوضه است.

## تعریف

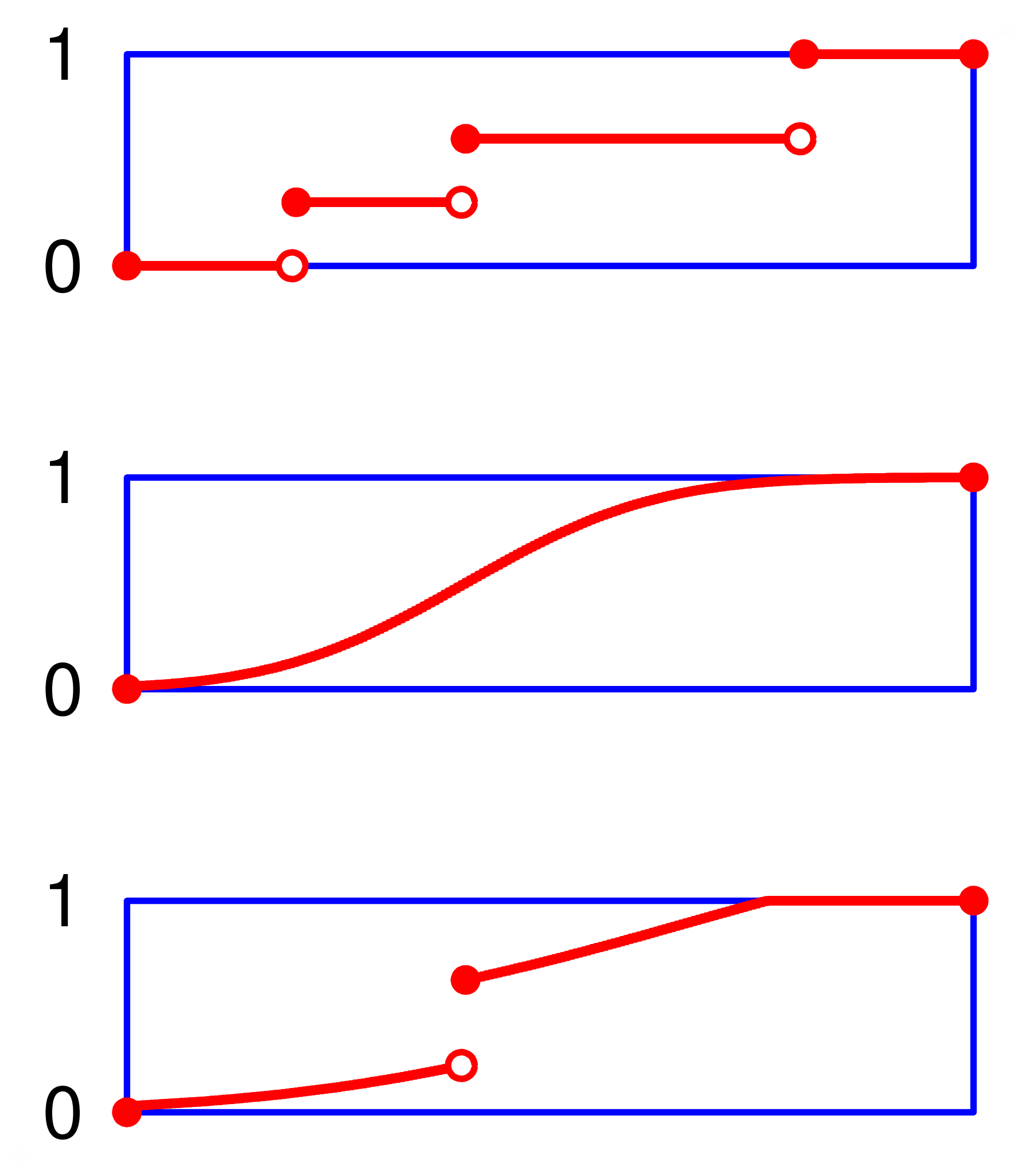
توزیع تجمعی توابع نمونه‌هایی از توابع càdlàg.

فرض کنید (M, d) یک فضای متریک و همچنین E ⊆ R باشد. یک تابع ƒ: E → M، تابع càdlàg نامیده می‌شود اگر برای هر t ∈ E:
- حد چپ (ƒ(t−) := lims↑t ƒ(s وجود داشته باشد، و
- حد راست موجود (ƒ(t+) := lims↓t ƒ(s و برابر (ƒ(t باشد.

که این بدان معناست که ƒ از راست پیوستگی و از چپ حد دارد.

## نمونه‌ها
- تمام توابع پیوسته، càdlàg هستند.
- به عنوان یک نتیجه از تعریف توابع càdlàg، تمام توابع توزیع تجمعی càdlàg هستند. برای نمونه احتمال تجمعی در نقطهٔ r میزان احتمالی است که یک متغیر تصادفی کمتر یا بیشتر از r باشد ، {\displaystyle \mathbb {P} [x\leq r]}.
- مشتق راست {\displaystyle f_{+}^{\prime }} هر تابع محدب f که روی یک بازهٔ باز تعریف شده باشد، یک تابع cadlag افزایشی است.

## فضای Skorokhod
مجموعهٔ تمام توابع càdlàg از E تا M اغلب به صورت (D(E; M (و یا برای سادگی D) نمایش داده می‌شود و فضای Skorokhod نامیده می‌شود. می‌توان به فضای Skorokhod یک توپولوژی نسبت داد که مستقیماً ما را قادر می‌سازد «فضا و زمان را قدری دگرگون سازیم» (درحالی که توپولوژی‌های سنتی مربوط به همگرایی یکنواخت تنها اجازهٔ دگرگونی اندک فضا را می‌دهد)
برای سادگی [E = [0, T و M = Rn — برای بررسی بیشتر ساختار به Billingsley مراجعه کنید.
نخست لازم است که یک ماژول پیوستگی مشابه تعریف شود:
(ϖ′ƒ(δ. برای هر F ⊆ E، قرار دهید:
{\displaystyle w_{f}(F):=\sup _{s,t\in F}|f(s)-f(t)|}
و برای δ> ۰ ماژول càdlàg را چنین تعریف کنید:
{\displaystyle \varpi '_{f}(\delta ):=\inf _{\Pi }\max _{1\leq i\leq k}w_{f}([t_{i-1},t_{i})),}
که در آن مقدار infimum روی تمام اجزای Π = {۰ = t0 <t1 <… <tk = T}, k ∈ N, با mini (ti − ti−1)> δ محاسبه می‌شود. این شیوهٔ تعریف برای توابع غیر càdlàg شهودا پذیرفتنی است و می‌توان نشان داد که ƒ در اینجا càdlàg است اگر و تنها اگر ϖ′ƒ(δ) → ۰ جایی که δ → ۰.
فرض کنید Λ مجموعه تمام توابع دوسویه پیوسته و strictly increasing از E به خودش باشد. (اینها "دگرگونی در زمان" هستند) فرض کنید:
{\displaystyle \|f\|:=\sup _{t\in E}|f(t)|}
نرم (ریاضی) یکنواخت روی تابع E را مشخص کند. متریک Skorokhod زوی σ در D به صورت زیر تعریف شود:
{\displaystyle \sigma (f,g):=\inf _{\lambda \in \Lambda }\max\{\|\lambda -I\|,\|f-g\circ \lambda \|\},}
که در آن I: E → E تابع همانی است. در بیان "wiggle"، مقدار||λ − I|| برابر است با "wiggle در زمان" و ||ƒ − g○λ|| ااندازهٔ "wiggle در فضاً را مشخص می‌کند.
توپولوژی Σ تولید شده توسط σ توپولوژِی Skorokhod توپولوژی در Dاست.

## خواص فضای Skorokhod

### تعمیم توپولوژی یکنواخت
فضای C از توابع پیوسته E یک زیرفضا از D است. توپولوژی Skorokhod با C هم‌زمان با، توپولوژی وجود دارد.

### کامل بودن
می‌توان نشان داد که، اگرچه D با معیار Skorokhod یک فضای کامل نیست، یک  معیار معادل توپولوژیکی σ0 وجود دارد که D با توجه به آن کامل است.

### جدایی‌پذیری
با در نظر گرفتن هر کدام از σ یا σ0 ، فضا ی D یک فضای تفکیک‌پذیر است بنابراین Skorokhod یک فضای polish است.

### تنگی در فضای Skorokhod
به عنوان یک کاربرد از با قضیه Arzelà–Ascoli می‌تواند نشان داد که یک دنباله، … μn)n=۱٬۲) از اندازه‌گیری‌های احتمالاتی روی فضای D سخت است اگر و تنها اگر:
{\displaystyle \lim _{a\to \infty }\limsup _{n\to \infty }\mu _{n}{\big (}\{f\in D\;|\;\|f\|\geq a\}{\big )}=0,}
و
{\displaystyle \lim _{\delta \to 0}\limsup _{n\to \infty }\mu _{n}{\big (}\{f\in D\;|\;\varpi '_{f}(\delta )\geq \varepsilon \}{\big )}=0{\text{ for all }}\varepsilon >0.}

### ساختار جبری و توپولوژیکی
تحت توپولوژِی Skorokhod و جمع نقطه‌ای توابع، D یک گروه توپولوژیکال نیست، به عنوان مثال:
فرض کنید بازیهٔ واحد باشد و در نظر بگیرید که یک دنباله از توابع مشخصه باشد. برخلاف این واقعیت که در توپولوژی، دنبالهٔ به ۰ همگرا نمی‌شود.